# Adolph Cornelius Petersen
Adolph Cornelius Petersen (født 23. juli 1804 i Vester-Bov i Slesvig, død 3. februar 1854) var en dansk astronom. 
Petersens fader var landmand. Han gik i skole i Burkal og lærte derpå landmåling. Medens han i 1825 efter stormfloden deltog i dræningsarbejderne ved Tønder, kom han i forbindelse med kaptajn Herman Alexander Caroc og gennem denne med Schumacher, der i 1827 tilbød ham plads som assistent ved observatoriet i Altona. Her udfyldte han sine mangelfulde astronomiske kundskaber, deltog i observatoriets arbejder og opdagede 4 kometer. Hans talrige iagttagelser og beregninger går gennem 7.-38. bind af Astronomische Nachrichten, hvor han også påviste, at Lalande allerede i 1795 havde iagttaget planeten Neptun, men antaget den for en fiksstjerne. Petersen arbejdede tillige for den danske gradmåling, i det han for eksempel knyttede den på Amager udmålte basis til gradmålingsnettet, og deltog i reduktionen af Bessels deklinationsbestemmelser, i hvilken anledning han af universitetet i Königsberg blev udnævnt til Dr. phil.. Efter Schumachers død 1850 blev han først interimistisk, derpå 1851 virkelig direktør for observatoriet i Altona og redaktør af Astronomische Nachrichten. I 1853 udnævntes han til titulær professor.